# Bart le méchant
Bart le méchant (France) ou À Thor et à travers (Québec) (Bart the Bad Guy) est un épisode de la série télévisée d'animation Les Simpson. Il s'agit du quatorzième épisode de la trente-et-unième saison et du 676e de la série.

## Synopsis
Onze mois après avoir vu un film de super-héros parodiant Avengers: Infinity War, l'ensemble de Springfieldiens attendent la suite avec impatience. Cependant, Milhouse se retrouve à l’hôpital à la suite d'une mésaventure de Bart et, alors qu'un des super-héros du film rend visite à Milhouse, qui était parti de sa chambre, c'est Bart qui le reçoit. Il profite alors de l'ivresse du héros pour voir la suite tant attendue du film, un mois avant sa sortie. Usant de son super-pouvoir lui permettant de spoiler le film, tout le monde satisfait les exigences de ce nouveau super-méchant nommé Spoiler Boy. Cependant, une rencontre avec les super-héros du film à la suite d'une ruse des producteurs de Marbel va peut être le faire changer d'avis...

## Réception
Lors de sa première diffusion, l'épisode a attiré 1,66 million de téléspectateurs.